# دوري الدرجة الأولى الأرجنتيني 1923
دوري الدرجة الأولى الأرجنتيني 1923 (بالإسبانية: Campeonato de Primera División 1923)‏ هو موسم من دوري الدرجة الأولى الأرجنتيني. فاز فيه بوكا جونيورز.